# Sweetwater (groupe)
 (août 2025).
Pour les articles homonymes, voir Sweetwater.
Sweetwater est un groupe de rock originaire de Los Angeles. Ils ont joué au Festival de Woodstock en 1969 et devaient même l'ouvrir, mais en raison de problèmes au sein du groupe, le chanteur folk Richie Havens les a remplacés. Sweetwater lui ont ensuite succédé sur scène, devenant ainsi le premier groupe à jouer au festival.

## Historique
Sweetwater ont été des pionniers du rock psychédélique et du style fusion qui ont été popularisés par Jefferson Airplane. En 1968-69, le groupe a participé à de nombreux concerts du groupe The Doors. Ils ont également fait la première partie de Eric Burdon & The Animals en 1968. Un de leurs enregistrements les plus connus est une version de la chanson populaire traditionnelle "Motherless Child".
Les membres originaux du groupe étaient Nancy Nevins (chant / guitare), August Burns (violoncelle), Albert Moore (flûte / chœurs), Alan Malarowitz (batterie), Elpidio Cobian (congas), Alex Del Zoppo (claviers) et Fred Herrera (basse). 
Trois jours après que Sweetwater furent passés dans l'émission de variété The Red Skelton Show en décembre 1969, la chanteuse Nancy "Nansi" Nevins a été grièvement blessée dans un accident de voiture, ce qui provoqua la dissolution du groupe. Nancy a subi des dommages au cerveau qui ont duré de nombreuses années après la collision, et des dommages permanents à l'une de ses cordes vocales. August Burns est décédé dans les années 80, Alan Malarowitz a été tué dans un accident de voiture en 1981 et Albert Moore est mort de pneumonie en 1994.
Le groupe s'est reformé pour Woodstock '94 avec trois de ses membres originaux - Nevins, Herrera et Del Zoppo.
En 1999, l'histoire du groupe a été adaptée dans un téléfilm diffusé sur VH1 appelé Sweetwater: A True Rock Story. Amy Jo Johnson incarne Nancy Nevins, tandis que Michelle Phillips interprète une Nancy plus âgée.

## Discographie

### Discographie de Sweetwater
- Sweetwater (1968)
- Just for You (1970)
- Melon (1971)
- Cycles: The Reprise Collection (1999) - (édition limitée à 10 000 copies)
- Live At Last (2002)

### Discographie solo de Nancy Nevins'
- Nancy Nevins (1975)